# Юніон (округ, Пенсільванія)
Шаблон:StateAbbr_ 40°58′ пн. ш. 77°04′ зх. д. / 40.96° пн. ш. 77.06° зх. д.
Округ  Юніон (англ. Union County) — округ (графство) у штаті  Пенсільванія, США. Ідентифікатор округу 42119.

## Історія
Округ утворений 1813 року.

## Демографія
За даними перепису 
2000 року 
загальне населення округу становило 41624 осіб, зокрема міського населення було 23264, а сільського — 18360.
Серед мешканців округу чоловіків було 23036, а жінок — 18588. В окрузі було 13178 домогосподарств, 9205 родин, які мешкали в 14684 будинках.
Середній розмір родини становив 3.
Віковий розподіл населення поданий у таблиці:
| Стать    | До 15 років | 15-21 | 22-29 | 30-39 | 40-49 | 50-65 | 65-85 | Понад 85 |
| -------- | ----------- | ----- | ----- | ----- | ----- | ----- | ----- | -------- |
| Чоловіки | 3557        | 2907  | 3036  | 4300  | 3615  | 3319  | 2076  | 226      |
| Жінки    | 3314        | 2680  | 1544  | 2321  | 2621  | 2826  | 2679  | 603      |

## Суміжні округи
- Лайкомінг — північ
- Нортамберленд — схід
- Снайдер — південь
- Міффлін — південний захід
- Сентр — захід
- Клінтон — північний захід

## Виноски
1. ↑  U.S. Decennial Census. United States Census Bureau. Архів оригіналу за 12 травня 2015. Процитовано 11 березня 2015.
2. ↑  Historical Census Browser. University of Virginia Library. Архів оригіналу за 11 серпня 2012. Процитовано 11 березня 2015.
3. ↑  Forstall, Richard L., ред. (24 березня 1995). Population of Counties by Decennial Census: 1900 to 1990. United States Census Bureau. Процитовано 11 березня 2015.
4. ↑  Census 2000 PHC-T-4. Ranking Tables for Counties: 1990 and 2000 (PDF). United States Census Bureau. 2 квітня 2001. Процитовано 11 березня 2015.
5. ↑  State & County QuickFacts. United States Census Bureau. Архів оригіналу за 10 січня 2016. Процитовано 22 листопада 2013.(англ.) Наведено за англійською вікіпедією.
6. ↑  American FactFinder. Бюро перепису населення США. Архів оригіналу за 26 лютого 2012. Процитовано 31 січня 2008. [Архівовано 2008-05-21 у Wayback Machine.]

| США | Це незавершена стаття з географії США. Ви можете допомогти проєкту, виправивши або дописавши її. |